# Trend (magazine)
Trend est un magazine autrichien mensuel d'actualités économiques. Il a été fondé en janvier 1970 par Oscar Bronner.
Helmut A. Gansterer (de) en est le rédacteur en chef de 1977 à 1997, Christian Rainer de 1997 à 2008 et depuis 2008 Andreas Lampl. Ont été journalistes pour Trend : Oliver Judex, Reginald Benisch, Caroline Millonig, Thomas Martinek...
La publication atteint les 95 000 exemplaires et aurait (en 2004) 378 000 lecteurs.

## Source, notes et références
- (de) Cet article est partiellement ou en totalité issu de l’article de Wikipédia en allemand intitulé « trend (Zeitschrift) » (voir la liste des auteurs).